# Тчантаян, Леонц
Леонц Тчантаян (20 января 1908 года, Конья, Турция — 13 ноября 1990 года) — епископ Армянской католической церкви, епископ Исфахана с 5 августа 1967 года по 16 января 1972 год.

## Биография
Родился 20 января 1908 года в городе Конья, Турция. 1 ноября 1937 года был рукоположен в священника. 5 августа 1967 года был избран епископом Исфахана. 29 августа 1967 года Святой Престол утвердил его избрание. 19 ноября 1967 года состоялось рукоположение Леонца Тчантаяна в епископа, которое совершил армянский патриарх Игнатий Бедрос XVI Батанян в сослужении с титулярным епископом Команы Армянской Месропом Терцяном и епископом Александрии Рафаэлем Баяном.
16 января 1972 года подал в отставку. В этот же день был назначен вспомогательным епископом Киликийского патриархата и титулярным епископом Себастополиса Армянского.
Скончался 13 ноября 1990 года.